# Список синглов № 1 в США в 2018 году (Billboard)

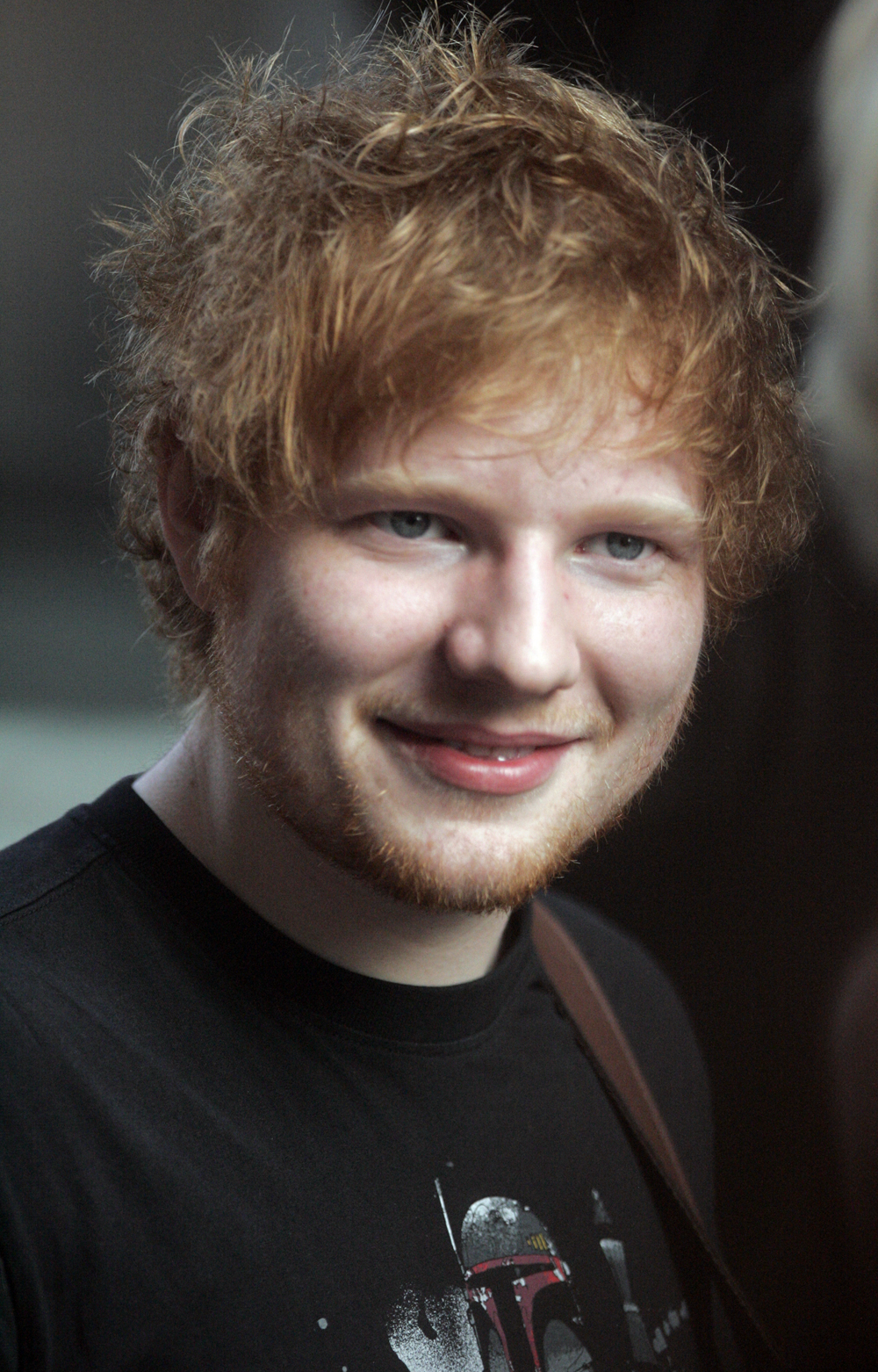
Британец Эд Ширан с синглом «Perfect» при участии Бейонсе возглавлял чарт в январе 2018 года.

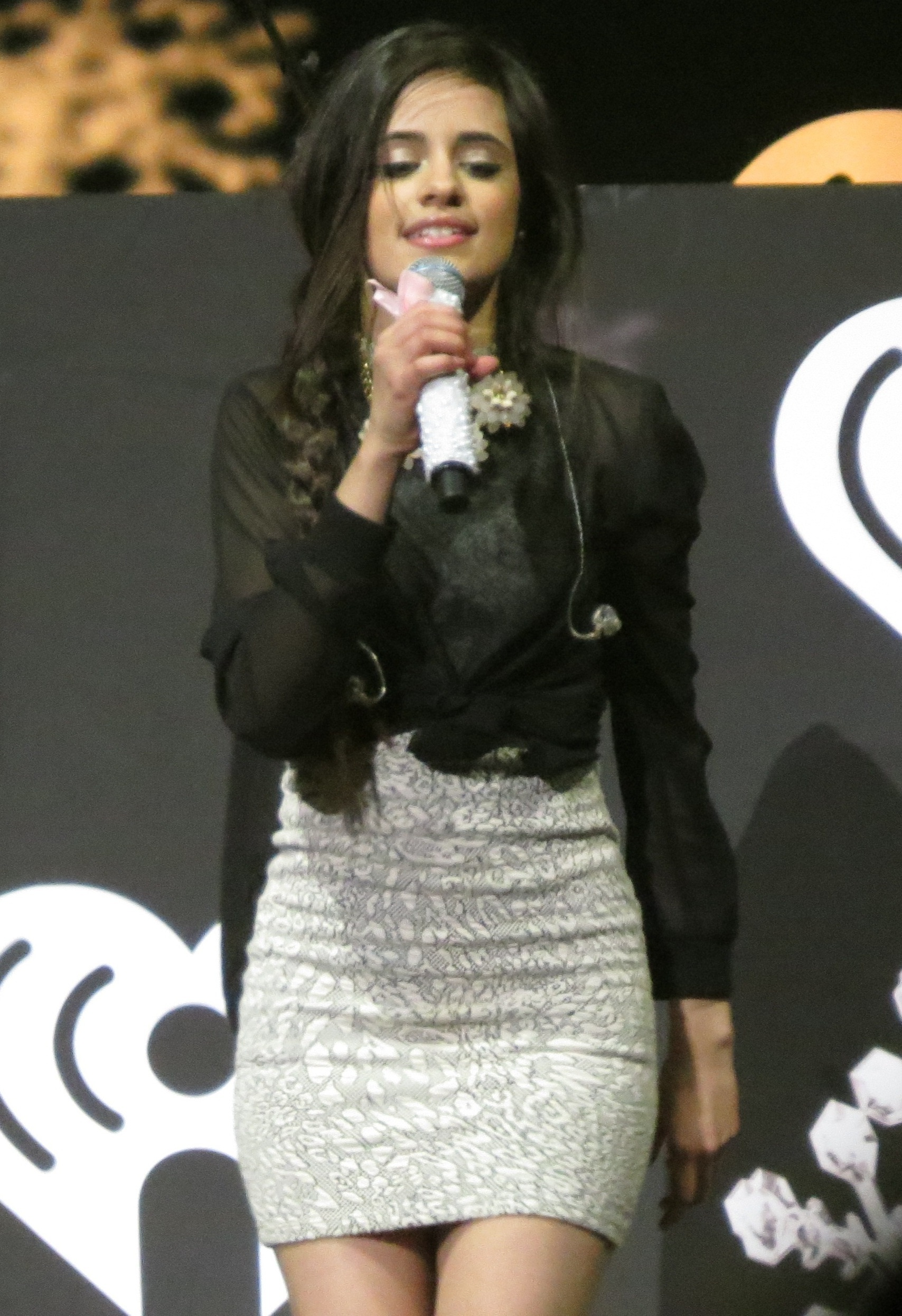
Американка кубинского происхождения Камила Кабельо с синглом «Havana» при участии Young Thug лидировала одну неделю в январе.

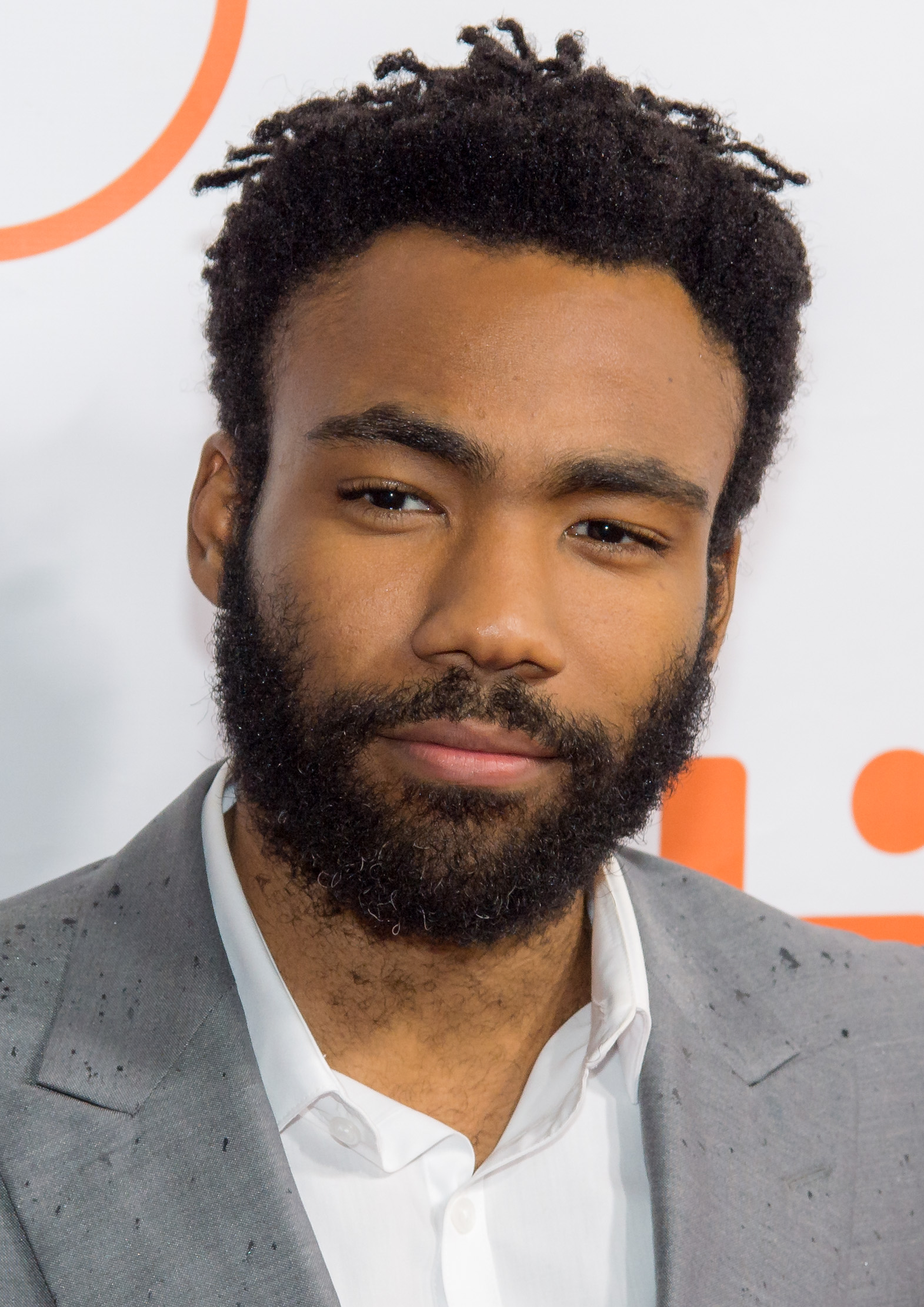
Чайлдиш Гамбино с синглом «This Is America» возглавлял чарт в мае.

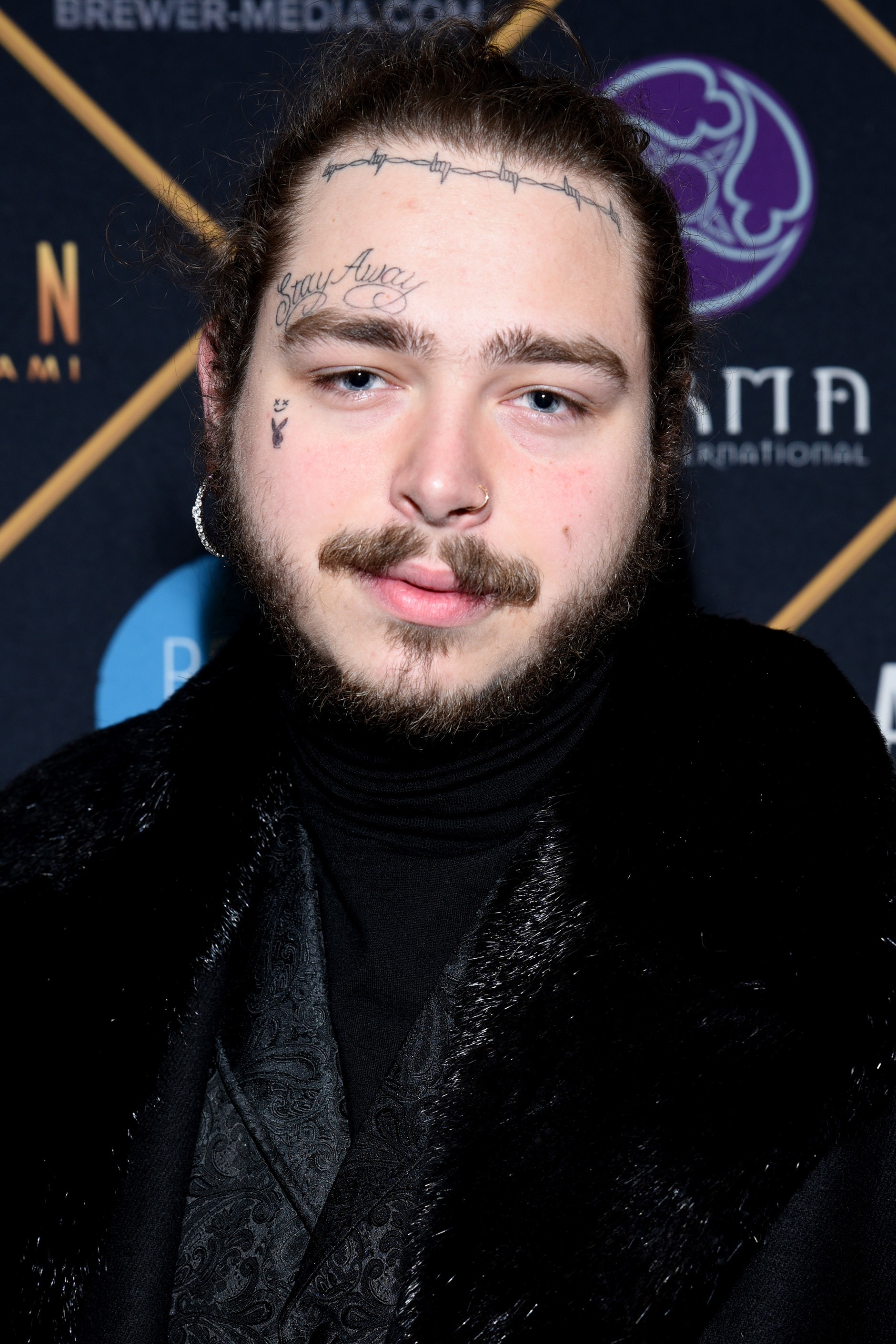
Post Malone при участии Ty Dolla Sign с синглом «Psycho» возглавлял чарт в июне.

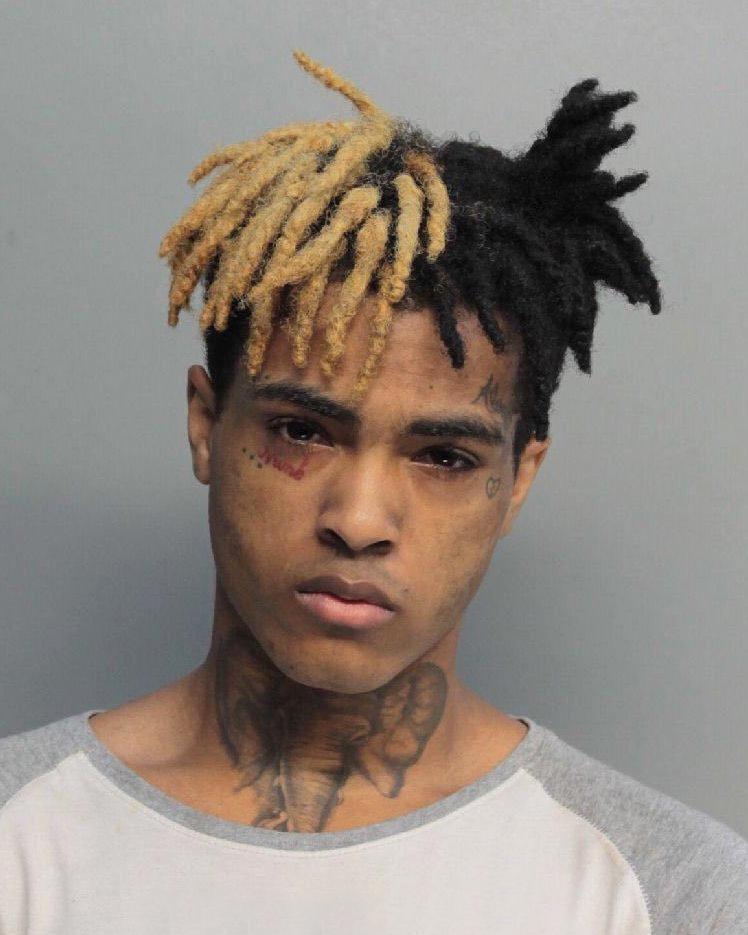
Флоридский рэпер XXXTentacion со своим синглом «Sad!» возглавил чарт посмертно, что стало первым подобным случаем впервые с 1997 года после The Notorious B.I.G..

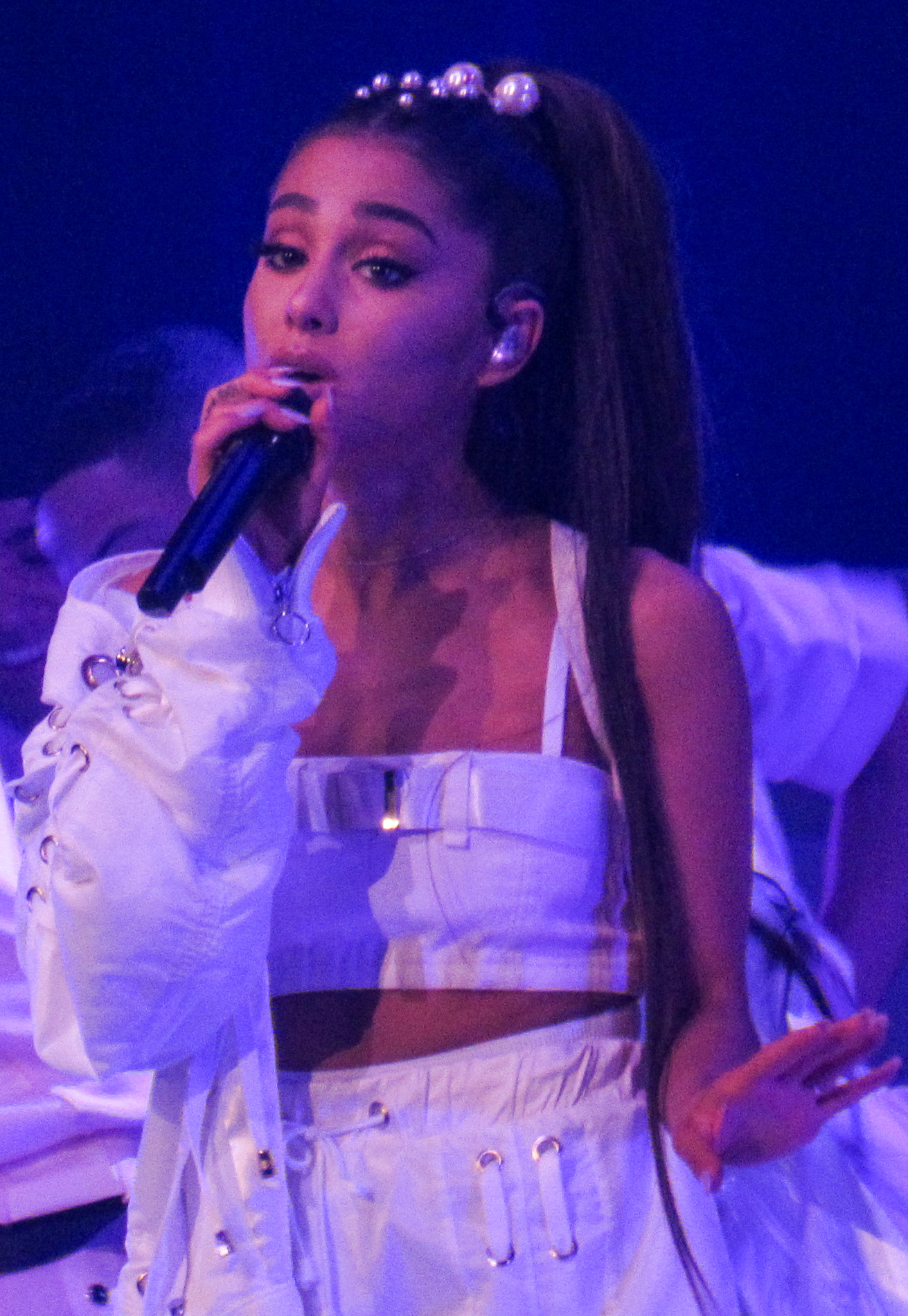
Американская певица Ариана Гранде со своим синглом «Thank U, Next» возглавила чарт в конце года.

Список синглов № 1 в США в 2018 году включает синглы, возглавлявшие главный хит-парад Северной Америки по итогам каждой из недель 2018 года (данные становятся известны заранее, так как публикуются на неделю вперёд). В нём учитываются наиболее продаваемые синглы (песни) исполнителей США, как на физических носителях (лазерные диски, грампластинки, кассеты), так и в цифровом формате (mp3, просмотр видео, радиоэфиры, стриминг и другие). Составляется редакцией старейшего музыкального журнала США Billboard и поэтому называется Billboard Hot 100 («Горячая Сотня» журнала Billboard).

## Общие сведения
- 3 января (данные публикуются заранее) хит-парад снова возглавил хит «Perfect» британца Эда Ширана в версии совместной с американской певицей Бейонсе. Эта рождественская баллада уже лидировала 2 недели в 2017 году и стала 2-м чарттоппером для Ширана и 6-м сольным для Бейонсе (и ещё было 4 в составе Destiny's Child)[3]. Певица Карди Би стала третьим в истории исполнителем после Beatles и Ашанти, кому удалось тремя первыми своими хитами находится в лучшей десятке Hot 100 одновременно: № 4 («No Limit»), № 7 («MotorSport») и № 10 («Bodak Yellow»). Группа Beatles на волне битломании сделали это рекордное достижение, когда в Hot 100 в даты 29 февраля, 7 и 14 марта 1964 года, их первые три хита находились в top-10 вместе. В третью из этих дат группа монополизировала верхнюю тройку с песнями № 1 («I Want to Hold Your Hand»), № 2 («She Loves You») и № 3 («Please Please Me»). Только через 38 лет рекорд повторила певица Ашанти, когда 30 марта и 6 апреля 2002 года три её первых хита находились одновременно в американском top-10 («Foolish», Fat Joe’s «What’s Luv?» и Ja Rule’s «Always on Time»). Cardi B, Игги Азалия, Grande, Adele и Ашанти это единственные женщины с таким музыкальным хет-триком в top-10. Среди других исполнителей три своих хита в top-10 одновременно имели (начиная с 4 августа 1958): Bee Gees, 50 Cent, Usher, Akon, T-Pain, Chris Brown, Lil Wayne и Джастин Бибер (то есть Cardi B стала 15-м членом в этом престижном клубе рекордсменов)[4].
- 20 января в шестую неделю нахождения на первом месте хита «Perfect» британца Эда Ширана (на этот раз уже в сольной версии) другой исполнитель, Бруно Марс, повторил рекорд Лайонела Ричи. «Finesse» (вместе с Cardi B) стал 3-м хитом Марса с его альбома 24K Magic, достигшим лучшей десятки Hot 100 (№ 4; и 15-м в его карьере в сумме). Единственными другими музыкантами, имевшими не менее трёх синглов в top-10 (Hot 100) с каждого из первых трёх своих сольных альбомов были только Уитни Хьюстон, Мэрайя Кери, Бейонсе, Леди Гага (включая диск 2010’s The Fame Monster) и единственный мужчина до Бруно Марса, сделавший это достижение первым в истории в 1982-86 годах, Лайонел Ричи. С двух первых дисков у Марса были такие хиты в десятке лучших: Doo-Wops & Hooligans (2010) — «Just the Way You Are» (4 недели на 1), «Grenade» (4 недели на № 1), «The Lazy Song» (№ 4); Unorthodox Jukebox (2012) — «Locked Out of Heaven» (6 недель на 1), «When I Was Your Man» (1 неделя на 1), и «Treasure»(№ 5)[5].
- 27 января хит-парад возглавил хит «Havana» американки кубинского происхождения Камилы Кабельо (при участии Young Thug), пробыв 7 недель на втором месте и на 23-й недели нахождения в чарте. Это повторение рекорда для женщин, ранее установленного Sia's «Cheap Thrills» (2016) и Patti Austin's «Baby, Come to Me» (с James Ingram, 1982-83). Только шесть песен имеют больший показатель, а рекорд в 33 недели до восхождения на позицию № 1 принадлежит Los Del Rio's «Macarena (Bayside Boys Mix)» (1995-96)[6].
- 3 февраля хит-парад возглавил хит «God’s Plan» канадского рэпера Дрейка[7]. 3 марта в пятую неделю нахождения на вершине Hot 100 он также сделал 4 рекорда: сингл стал 23-м чарттоппером Дрейка в радиочарте R&B/Hip-Hop Airplay, 20-м лидером радиочарта Rhythmic Songs, 30-м лидером радиочарта Mainstream R&B/Hip-Hop и 27-м лидером радиочарта Rap Airplay[8].
- 7 апреля Дрейк стал первым в истории мужчиной-солистом (в лидирующей роли), который дважды по 10 недель был на позиции № 1 в американском чарте. Ранее он это сделал в 2016 году с синглом «One Dance» (вместе с WizKid и Kyla). А из всех других исполнителей (женщин и групп) последний раз 10 недель на вершине американского хит-парада пробыл сингл «Hello» (с ноября 2015 года; Адель). Трижды не менее 10 недель лидировала группа Boyz II Men («One Sweet Day», вместе с Mariah Carey, 16 недель № 1, 1995-96; «I'll Make Love to You», 14 недель, 1994; «End of the Road», 13 недель, 1992). Дважды такое достижение имели The Black Eyed Peas, Santana and Pharrell Williams. Но Williams в одном хите был в роли «при участии» (featured) (вместе с T.I.) на сингле Robin Thicke’s «Blurred Lines» (12 недель, 2013), и лишь один его сольный «Happy» в «чистом зачёте»(10 недель, 2014)[9]. 14 апреля этот сингл был 11 недель на позиции № 1 в четырёх чартах Hot 100, Hot R&B/Hip-Hop Songs, Hot Rap Songs и Streaming Songs, а также 8 недель № 1 в Digital Song Sales[10].
- 21 апреля хит-парад возглавил хит «Nice for What» канадского рэпера Дрейка, его 5-й чарттоппер после «God’s Plan» (11 недель № 1), «One Dance» (10 недель № 1, 2016), и дважды на синглах Рианны с его участием: «Work» (9 недель № 1, 2016) и «What’s My Name?» (1 неделя № 1, 2010). При этом было несколько рекордных достижений. (1). Новый хит стал 30-м чарттопепром в истории, сразу дебютировавшим на вершине чарта Hot 100, и первым после его же Дрейка хита «God’s Plan», также дебютировавшего 3 февраля на № 1. Теперь Дрейк с двумя дебютами на № 1 в Hot 100 вошёл в число лишь трёх других исполнителей с таким же достижением: Mariah Carey (3), Джастин Бибер и Бритни Спирс (у каждого по два). (2). Дрейк стал 13-м исполнителем, сместившим самого себя на № 1 в чарте Hot 100. Но Дрейк 1-й в истории, кто сместил двумя дебютами на вершине подряд. (3). Дрейк получил свой 25-й хит в top-10, сравнявшись с Elvis Presley и уступая среди мужчин-солистов лишь Michael Jackson (29 сольных хитов в top 10), Stevie Wonder (28) и Elton John (27). У абсолютного лидера, Мадонны, всего было 38 хитов в top-10, далее Beatles (34) и Рианна (31 хит). (4). Дрейк получил свой 162-й хит в Hot 100, увеличив свой же мировой рекорд для солистов: больше только у участников шоу Glee Cast (207 хитов в 2009-13 годах, шоу закончилось в 2015 году) и близко у идущего третьим рэпера Lil Wayne (137 хитов). (5). Дрейк стал 18-м исполнителем, одновременно находившимся на первых двух местах (№ 1 и № 2) американского хит-парада. (6). Дрейк стал 4-м исполнителем, одновременно находившимся с тремя хитами в лучшей пятёрке американского хит-парада Hot 100 одновременно, благодаря «Nice» (№ 1), «Plan» (№ 2) и BlocBoy JB’s «Look Alive» (при участии Дрейка, № 5). Ранее такое достижением имели Джастин Бибер (16 января 2016 года — «Sorry», № 2, «Love Yourself», № 3, и «What Do You Mean?», №), а также 50 Cent и Beatles в 1964 году. (7). Дрейк поделил рекорд среди канадских исполнителей с наибольшим числом чарттоперов в США (5) с Джастиным Бибером (5); далее идут Брайан Адамс и Селин Дион (у каждого по 4 хита № 1 в США)[11].
- 28 апреля хит-парад вторую неделю подряд продолжал возглавлять хит «Nice for What» канадского рэпера Дрейка. В эту неделю впервые за 18 лет в лучшей пятёрке Hot 100 одновременно находились два кантри-исполнителя: Биби Рекса при участии Florida Georgia Line (№ 3, «Meant to Be») и Maren Morris при участии Zedd & Grey (№ 5, «The Middle»)[12].
- 5 мая в чарте отмечено несколько исторических рекордов. Рэпер J. Cole стал первым в истории, кто сразу с тремя своими синглами дебютировал в лучшей десятке top-10 Hot 100: «ATM» (№ 6), «Kevin’s Heart» (№ 8) и «KOD» (№ 10). По два одновременных дебюта в десятке было у двух исполнителей: Ed Sheeran «Shape of You» (№ 1) и «Castle on the Hill» (№ 6) 28 января 2017; Drake это сделал даже дважды: «Passionfruit» (№ 8) и «Portland» (№ 9) 8 апреля 2017 года, и второй раз «God’s Plan» (№ 1) и «Diplomatic Immunity» (№ 7) 3 февраля 2018 года. Кроме того, J. Cole стал первым, кто дважды с восемью своими синглами дебютировал в top-40 Hot 100 и первым, кто дважды с 12 треками с альбомов входил сразу в горячую сотню Hot 100 (ранее также в 2016). J. Cole также ранее стал первым кто с 10 треками сразу вошёл в top 40 (в 2016 году с альбома 4 Your Eyez Only (по 9 одновременных дебютов в top 40 было у Cardi B, Kendrick Lamar и Дрейка, и по 8 дебютов — у Принса и Бейонсе). Дрейк в эту неделю проводил 34-ю в сумме неделю на вершине чарта Hot 100, начиная с первого из своих пяти чарттопперов (первым был сингл Rihanna’s «What’s My Name?», 20.11.2010), поделив третье место по этому показателю с Elton John среди мужчин-солистов. Лидируют здесь Usher (47 недель № 1), Michael Jackson (37). Среди всех музыкантов они с Элтоном Джоном делят восьмое место, а первое у Mariah Carey (79 недель на № 1). Одновременно на № 3 дебютировал хит «No Tears Left to Cry» певицы Ariana Grande, это её девятый сингл в десятке top-10 Hot 100 и шестой дебют там. По этому показателю она делит шестое место с Lady Gaga и Rihanna, после Taylor Swift (14 дебютов в десятке лучших), Drake (12), Eminem (8), Justin Bieber (7) и Lil Wayne (7). Ариана Грандэ стала первым в истории музыкантом, у которого с каждого из первых четырёх альбомов подряд первый сингл сразу дебютировал в десятке лучших в США (top-10 Hot 100). Первым был дебют хита «The Way» при участии Mac Miller (№ 10, с первого альбома Yours Truly, 2013); «Problem» при участии Iggy Azalea (№ 3, с альбома My Everything, 2014) и «Dangerous Woman» (№ 10, 2016). Ариана и J. Cole вместе сделали ещё один рекорд: впервые в истории сразу 4 сингла дебютировали в лучшей десятке чарта. Ранее дважды было по три одновременных дебюта в top-10 Hot 100: 3 марта 2012 года, Katy Perry's «Part of Me» (№ 1), Nicki Minaj's «Starships» (№ 9) и Chris Brown's «Turn Up the Music» (№ 10). 20 октября 2012 года, One Direction's «Live While We’re Young» (№ 3), Swift’s «Red» (№ 6) и Adele’s «Skyfall»(№ 8)[13][14].
- 30 июня хит-парад возглавил хит «Sad!» американского рэпера XXXTentacion, убитого 18 июня в возрасте 20 лет в Deerfield Beach (Флорида). Сингл поднялся с № 52 сразу на первое место, а ранее 31 марта этот трек ужел достигал пика на № 7. Это 1-й посмертный чарттоппер после «Mo Money Mo Problems» (The Notorious B.I.G., 1997)[15].
- 7 июля хит-парад возглавил хит «I Like It» американских музыкантов Cardi B, Bad Bunny и J Balvin[16].
- 14 июля хит-парад снова возглавил сингл «Nice for What» канадского рэпера Дрейка (8-я неделя на вершине). Одновременно был побит полувековой рекорд Beatles и сразу 7 синглов Дрейка вошли в лучшую десятку: № 1 — «Nice for What» (восемь недель на № 1), № 2 — «Nonstop» (дебют в эту неделю), № 4 — «God’s Plan» (одиннадцать недель на № 1), № 6 — «In My Feelings» (дебют в эту неделю), № 7 — «I’m Upset» (ранее поднимался до № 15), № 8 — «Emotionless» (дебют в эту неделю), № 9 — «Don’t Matter to Me» при участии Michael Jackson (дебют в эту неделю). У Beatles 4 апреля 1964 года на пике битломании сразу 5 хитов были в лучшей десятке («Can’t Buy Me Love», «Twist and Shout», «She Loves You», «I Want to Hold Your Hand» и «Please Please Me» (и все были в пятёрке с № 1 по № 5, что Дрейку пока не удалось достичь)[17].
- 21 июля хит-парад снова возглавил сингл «In My Feelings» канадского рэпера Дрейка (6-й его чарттоппер), второй раз сместив с вершины самого себя («Nice for What»). Дважды самого себя смещали с № 1 только Джастин Бибер, Usher и группа Beatles. Ранее Дрейк лидировал с хитами «Nice for What» (8 недель на № 1), «Plan» (11, 2018), «One Dance» (10, 2016), и два раза на синглах Рианны — «Work» (9 недель, 2016) и «What’s My Name?» (1, 2010). «Feelings» стал третьим чарттоппером в Hot 100 (после «Nice» и «Plan») с одного альбома Scorpion и это первый за 2 года подобный случай. Последний раз сразу три чарттоппера были с альбома Purpose Джастина Бибера, который дал такие хиты как «What Do You Mean?», «Sorry» и «Love Yourself» в 2015-16 годах. И ещё одно достижение Дрейка, впервые за 8 лет: сразу три хита № 1 за один календарный год. Последний раз этого удалось достичь Katy Perry, когда её хиты «California Gurls», «Teenage Dream» и «Firework» (все с одного альбома Teenage Dream) возглавляли хит-парад в 2010 году[18]. Всего «In My Feelings» лидировал 10 недель[19].
- 22 сентября канадский рэпер Дрейк установил новый рекорд по числу недель на первом месте за один календарный год: 29[20].
- 29 сентября спустя 17 недель после дебюта хит-парад возглавил хит «Girls Like You» группы Maroon 5 при участии певицы Cardi B, пробыв 6 недель на втором месте. Это четвёртый чарттоппер для Maroon 5 после «Makes Me Wonder» (3 недели на № 1, с 12 мая 2007), «Moves Like Jagger» (при участии Christina Aguilera, 4 недели на № 1, с 10 сентября 2011), «One More Night» (9 недель на № 1, с 29 сентября 2012). Для Карди Б это 3-й чарттоппер после «Bodak Yellow (Money Moves)» (3 недели № 1 с 7 октября 2017) и «I Like It» (с 7 июля 2018). Maroon 5 лидер среди всех групп по числу хитов на первом месте в XXI веке (с 2000 года), рядом только The Black Eyed Peas, Destiny's Child and OutKast (у всех по три хита № 1), а абсолютный лидер века Рианна с 14 чарттопперами (первый был в 2006 году, «SOS»)[19].

## Список синглов № 1
| Дата        | Песня             | Исполнитель                           | Ссылка        |
| ----------- | ----------------- | ------------------------------------- | ------------- |
| 3 января    | «Perfect»         | Эд Ширан при участии Бейонсе          | [ 3 ] [ 21 ]  |
| 6 января    | «Perfect»         | Эд Ширан при участии Бейонсе          | [ 22 ] [ 23 ] |
| 13 января   | «Perfect»         | Эд Ширан при участии Бейонсе          | [ 24 ] [ 25 ] |
| 20 января   | «Perfect»         | Эд Ширан                              | [ 5 ] [ 26 ]  |
| 27 января   | «Havana»          | Камила Кабельо при участии Янг Таг    | [ 6 ] [ 27 ]  |
| 3 февраля   | «God’s Plan»      | Дрейк                                 | [ 7 ]         |
| 10 февраля  | «God’s Plan»      | Дрейк                                 | [ 28 ]        |
| 17 февраля  | «God’s Plan»      | Дрейк                                 | [ 29 ]        |
| 24 февраля  | «God’s Plan»      | Дрейк                                 | [ 30 ]        |
| 3 марта     | «God’s Plan»      | Дрейк                                 | [ 8 ]         |
| 10 марта    | «God’s Plan»      | Дрейк                                 | [ 31 ]        |
| 17 марта    | «God’s Plan»      | Дрейк                                 | [ 32 ]        |
| 24 марта    | «God’s Plan»      | Дрейк                                 | [ 33 ]        |
| 31 марта    | «God’s Plan»      | Дрейк                                 | [ 34 ]        |
| 7 апреля    | «God’s Plan»      | Дрейк                                 | [ 9 ]         |
| 14 апреля   | «God’s Plan»      | Дрейк                                 | [ 10 ]        |
| 21 апреля   | «Nice for What»   | Дрейк                                 | [ 11 ]        |
| 28 апреля   | «Nice for What»   | Дрейк                                 | [ 12 ]        |
| 5 мая       | «Nice for What»   | Дрейк                                 | [ 13 ]        |
| 12 мая      | «Nice for What»   | Дрейк                                 | [ 35 ]        |
| 19 мая      | «This Is America» | Чайлдиш Гамбино                       | [ 36 ]        |
| 26 мая      | «This Is America» | Чайлдиш Гамбино                       | [ 37 ]        |
| 2 июня      | «Nice for What»   | Дрейк                                 | [ 38 ]        |
| 9 июня      | «Nice for What»   | Дрейк                                 | [ 39 ]        |
| 16 июня     | «Psycho»          | Post Malone при участии Ty Dolla Sign | [ 40 ]        |
| 23 июня     | «Nice for What»   | Дрейк                                 | [ 41 ]        |
| 30 июня     | «Sad!»            | XXXTentacion                          | [ 15 ]        |
| 7 июля      | «I Like It»       | Карди Би, Bad Bunny и Джей Бальвин    | [ 16 ]        |
| 14 июля     | «Nice for What»   | Дрейк                                 | [ 17 ]        |
| 21 июля     | «In My Feelings»  | Дрейк                                 | [ 18 ]        |
| 28 июля     | «In My Feelings»  | Дрейк                                 | [ 42 ]        |
| 4 августа   | «In My Feelings»  | Дрейк                                 | [ 43 ]        |
| 11 августа  | «In My Feelings»  | Дрейк                                 | [ 44 ]        |
| 18 августа  | «In My Feelings»  | Дрейк                                 | [ 45 ]        |
| 25 августа  | «In My Feelings»  | Дрейк                                 | [ 46 ]        |
| 1 сентября  | «In My Feelings»  | Дрейк                                 | [ 47 ]        |
| 8 сентября  | «In My Feelings»  | Дрейк                                 | [ 48 ]        |
| 15 сентября | «In My Feelings»  | Дрейк                                 | [ 49 ] [ 50 ] |
| 22 сентября | «In My Feelings»  | Дрейк                                 | [ 20 ] [ 51 ] |
| 29 сентября | «Girls Like You»  | Maroon 5 при участии Карди Би         | [ 19 ]        |
| 6 октября   | «Girls Like You»  | Maroon 5 при участии Карди Би         | [ 52 ]        |
| 13 октября  | «Girls Like You»  | Maroon 5 при участии Карди Би         | [ 53 ]        |
| 20 октября  | «Girls Like You»  | Maroon 5 при участии Карди Би         | [ 54 ]        |
| 27 октября  | «Girls Like You»  | Maroon 5 при участии Карди Би         | [ 55 ]        |
| 3 ноября    | «Girls Like You»  | Maroon 5 при участии Карди Би         | [ 56 ]        |
| 10 ноября   | «Girls Like You»  | Maroon 5 при участии Карди Би         | [ 57 ]        |
| 17 ноября   | «Thank U, Next»   | Ариана Гранде                         | [ 58 ]        |
| 24 ноября   | «Thank U, Next»   | Ариана Гранде                         | [ 59 ]        |
| 1 декабря   | «Thank U, Next»   | Ариана Гранде                         | [ 60 ]        |
| 8 декабря   | «Sicko Mode»      | Трэвис Скотт                          | [ 61 ]        |
| 15 декабря  | «Thank U, Next»   | Ариана Гранде                         | [ 62 ]        |
| 22 декабря  | «Thank U, Next»   | Ариана Гранде                         | [ 63 ]        |
| 29 декабря  | «Thank U, Next»   | Ариана Гранде                         | [ 64 ]        |